# Processo C-41
Il processo C-41 è un processo di sviluppo cromogeno per pellicole a colori introdotto dalla Kodak nel 1972, come sostituto del precedente processo C-22. Il C-41, conosciuto anche come CN-16 da Fujifilm, CNK-4 da Konica e AP-70 da AGFA, è lo sviluppo pellicola più diffuso: la maggior parte dei laboratori fotografici nel mondo dedicano almeno una macchina a questo processo.
I negativi sviluppati in C-41, come tutte le pellicole a colori, consistono di un'immagine formata da coloranti. A causa dell'instabilità a lungo termine di questi ultimi, i negativi C-41 possono sbiadire o cambiare colore nel tempo. Questo era un problema significativo riguardante le prime pellicole utilizzanti questo metodo di sviluppo; se le pellicole più recenti soffrano o meno di questo problema è tuttora oggetto di dibattito.

## Strati della pellicola

Gli strati presenti nella pellicola Fujifilm Superia

La pellicola C-41 è costituita da una base di acetato o poliestere, su cui vi sono diversi strati. Ogni strato è sensibile solo a un certo colore nello spettro della luce visibile. Nella maggior parte delle pellicole vi sono tre emulsioni: la prima è sensibile al rosso, la seconda al verde e l'ultima, posta di solito nella parte superiore, è sensibile al blu. Sotto lo strato blu è presente un filtro giallo, composto da coloranti o argento. Tutte le emulsioni fotografiche a base d'argento, infatti, hanno una certa sensibilità alla luce blu, indipendentemente da quali altri colori possono essere sensibilizzate: questo filtro serve a rimuovere la luce blu, che altrimenti esporrebbe le emulsioni sotto di esso. Sotto lo strato sensibile al blu ed il filtro giallo vi sono quindi gli strati sensibili al verde e al rosso.
L'esempio precedente differisce dalla composizione effettiva delle pellicole in commercio, rispetto al numero di strati: quasi tutte le pellicole a colori contengono in realtà strati multipli sensibili a ciascun colore. Ognuno di questi strati ha caratteristiche differenti di sensibilità e contrasto, consentendo la corretta esposizione della pellicola in condizioni di illuminazione diverse.
Oltre ad avere diversi strati di emulsione, le pellicole in commercio hanno altri strati che non sono sensibili alla luce. Alcune pellicole sono rivestite nella parte superiore con uno strato contenente un filtro anti raggi UV o rivestimenti antigraffio. Inoltre, ogni strato dell'emulsione, oltre ai componenti sensibili alla luce, contiene sostanze chimiche chiamate accoppiatori di tintura: essi, situati negli strati blu, verdi e rossi, producono rispettivamente coloranti gialli, magenta e ciano, quando sono sviluppati.

## Procedimento
Il processo C-41 è lo stesso per tutte le pellicole, sebbene le ricette variano leggermente in base ai produttori.
Dopo l'esposizione, il film viene sviluppato in un apposito bagno di sviluppo, il cui ingrediente principale è un chimico a base di p-fenilendiammina noto come CD-4, che ha il compito di sviluppare l'argento presente negli strati dell'emulsione. In aggiunta a ciò, lo sviluppatore ossidato reagisce con gli accoppiatori di tintura, con la conseguente formazione dei coloranti.
Il controllo della temperatura e dell'agitazione delle pellicole è fondamentale per ottenere risultati accurati e precisi: la temperatura non corretta può causare gravi presenze di dominanti, o significativi sottosviluppi o sovrasviluppi.
Dopo lo sviluppatore, il bagno di candeggiante converte l'argento metallico generato dallo sviluppo in alogenuro d'argento, che è solubile nel fissaggio. Dopo la sbianca, il fissaggio rimuove l'alogenuro d'argento. Questo è seguito da un lavaggio e da uno stabilizzatore finale da risciacquare per completare il processo.
Esistono versioni semplificate del processo che utilizzano una combinazione di sbianca e fissaggio, che sciolgono l'argento generato dallo sviluppo e rimuovono l'alogenuro d'argento non sviluppato in un solo bagno. Questi non vengono utilizzati abitualmente dai laboratori commerciali e vengono commercializzati principalmente per uso domestico.

## Push processing
Come per il bianco e nero, il processo C-41 può essere utilizzato per effettuare operazioni di push processing. A causa della complessità delle pellicole e della natura esigente del processo, i risultati variano notevolmente. Come con i negativi in bianco e nero, il processo genera generalmente un negativo più contrastato e dalla grana più pronunciata.

## L'immagine negativa

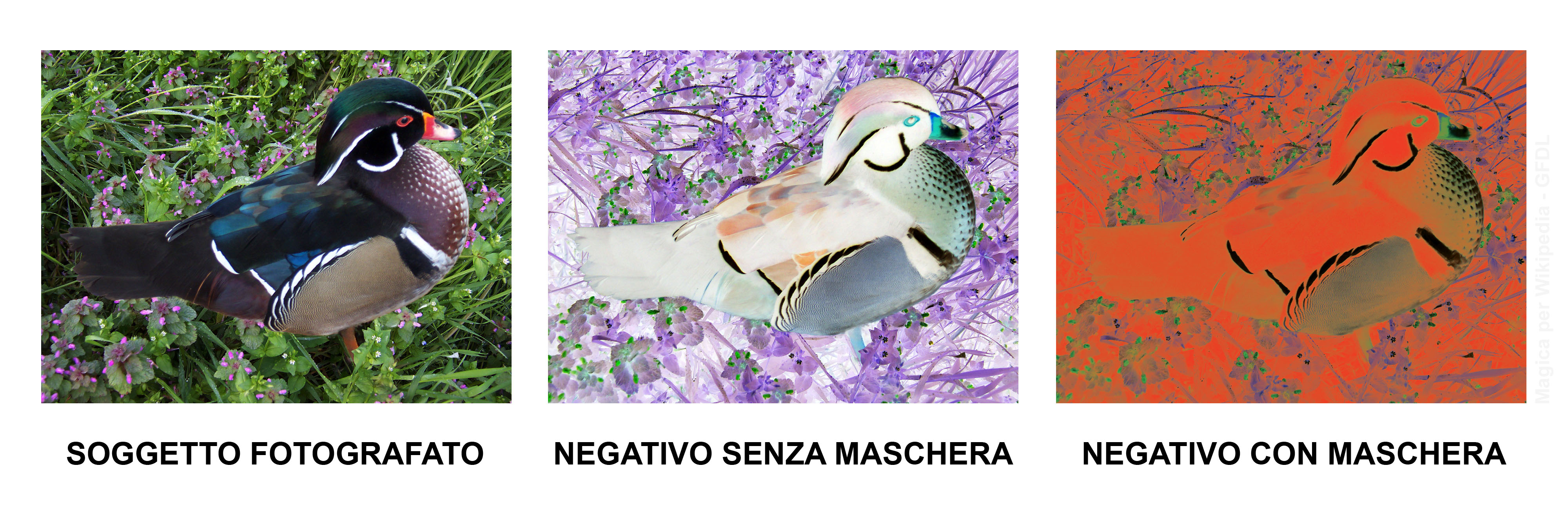
La maschera arancione nei negativi colore

Alla fine del procedimento l'immagine risultante è negativa, il che significa che le zone più scure della pellicola sono quelle più chiare e viceversa. Quasi tutte le pellicole C-41 includono anche una maschera arancione aggiuntiva per compensare le discrepanze ottiche dei coloranti nell'emulsione: i negativi C-41 appaiono arancioni quando vengono visionati direttamente, anche se la base arancione viene eliminata nel processo di stampa a colori. Alcune pellicole C-41, destinate alla scansione, non hanno la base arancione. Il negativo finito viene quindi stampato con carta fotografica a colori per ottenere un'immagine positiva.